# Hrabstwo Oscoda
Oscoda – hrabstwo w stanie Michigan w USA. Siedzibą władz hrabstwa jest Mio.

## CDP
- Mio

## Hrabstwo Oscoda graniczy z następującymi hrabstwami
- północ – hrabstwo Montmorency
- wschód – hrabstwo Alcona
- południe – hrabstwo Ogemaw
- zachód – hrabstwo Crawford